# Кровь и кость
«Кровь и кость» (англ. Blood and Bone) — фильм режиссёра Бэна Рэмси с Майклом Джей Уайтом в главной роли.

## Сюжет
После выхода на волю, бывший заключённый Исай Бон (Майкл Джей Уайт) по кличке «Кость» снимает себе комнату и начинает участвовать в уличных драках, в глухих переулках Лос-Анджелеса, чтобы выполнить обещание данное другу, убитому в тюрьме.
Он быстро становится чемпионом в нелегальных боях и бросает вызов местному гангстеру Джеймсу, который намерен использовать Исая в своих целях.

## В ролях
| Актёр           | Роль            |
| --------------- | --------------- |
| Майкл Джей Уайт | Исай Бон        |
| Данте Баско     | Пинбол          |
| Имонн Уокер     | Джеймс          |
| Шеннон Кэйн     | Шанель          |
| Джулиан Сэндс   | Франклин        |
| Мэтт Маллинз    | Красавчик Прайс |
| Кимбо Слайс     | заключённый     |
| Джина Карано    | Веретта         |
| Боб Сапп        | Молот           |